# Contee dell'Ohio
Le Contee dell'Ohio sono le 88 suddivisioni principali dello Stato. I capoluoghi sono tra parentesi. I numeri mostrati appaiono nella parte bassa delle targhe automobilistiche e sono usati anche per altri codici amministrativi.
Dopo il nome del capoluogo e le eventuali note è mostrato il numero di township della contea, escluse le paper township.
1. Adams (West Union) — 15
2. Allen (Lima) — 10
3. Ashland (Ashland) — 15
4. Ashtabula (Jefferson) — 27
5. Athens (Athens) — 14
6. Auglaize (Wapakoneta) — 14
7. Belmont (St. Clairsville) — 16
8. Brown (Georgetown) — 16
9. Butler (Hamilton) — 13
10. Carroll (Carrollton) — 14
11. Champaign (Urbana) — 12
12. Clark (Springfield) — 10
13. Clermont (Batavia) — 14
14. Clinton (Wilmington) — 13
15. Columbiana (Lisbon) — 18
16. Coshocton (Coshocton) — 22
17. Crawford (Bucyrus) — 16
18. Cuyahoga (Cleveland, la più grande area metropolitana dell'Ohio) — 2
19. Darke (Greenville) — 20
20. Defiance (Defiance) — 12
21. Delaware (Delaware) — 18
22. Erie (Sandusky) — 9
23. Fairfield (Lancaster) — 13
24. Fayette (Washington Court House) — 10
25. Franklin (Columbus) — 17
26. Fulton (Wauseon) — 12
27. Gallia (Gallipolis) — 15
28. Geauga (Chardon) — 16
29. Greene (Xenia) — 11
30. Guernsey (Cambridge) — 19
31. Hamilton (Cincinnati) — 12
32. Hancock (Findlay) — 17
33. Hardin (Kenton) — 15
34. Harrison (Cadiz) — 15
35. Henry County (Napoleon) — 13
36. Highland (Hillsboro) — 17
37. Hocking (Logan) — 11
38. Holmes (Millersburg) — 14
39. Huron (Norwalk) — 19
40. Jackson (Jackson) — 12
41. Jefferson (Steubenville) — 14
42. Knox (Mount Vernon) — 22
43. Lake (Painesville) — 5
44. Lawrence (Ironton) — 14
45. Licking (Newark) — 25
46. Logan (Bellefontaine) — 17
47. Lorain (Elyria) — 18
48. Lucas (Toledo) — 11
49. Madison (London) — 14
50. Mahoning (Youngstown) — 14
51. Marion (Marion) — 15
52. Medina (Medina) — 17
53. Meigs (Pomeroy) — 12
54. Mercer (Celina) — 14
55. Miami (Troy) — 12
56. Monroe (Woodsfield) — 18
57. Montgomery (Dayton) — 9
58. Morgan (McConnelsville) — 14
59. Morrow (Mount Gilead) — 16
60. Muskingum (Zanesville) — 25
61. Noble (Caldwell) — 15
62. Ottawa (Port Clinton) — 12
63. Paulding (Paulding) — 12
64. Perry (New Lexington) — 14
65. Pickaway (Circleville) — 15
66. Pike (Waverly) — 14
67. Portage (Ravenna) — 18
68. Preble (Eaton) — 12
69. Putnam (Ottawa) — 15
70. Richland (Mansfield) — 18
71. Ross (Chillicothe) — 16
72. Sandusky (Fremont) — 12
73. Scioto (Portsmouth) — 16
74. Seneca (Tiffin) — 15
75. Shelby (Sidney) — 14
76. Stark (Canton) — 17
77. Summit (Akron) — 9
78. Trumbull (Warren) — 24
79. Tuscarawas (New Philadelphia) — 22
80. Union (Marysville) — 14
81. Van Wert (Van Wert) — 12
82. Vinton (McArthur) — 12
83. Warren (Lebanon) — 11
84. Washington (Marietta) — 22
85. Wayne (Wooster) — 16
86. Williams (Bryan) — 12
87. Wood (Bowling Green) — 19
88. Wyandot (Upper Sandusky) — 13